# Kid Williams
Kid Williams (eigentlich Jonathan Gutenko; * 5. Dezember 1893 in Kopenhagen; † 18. Oktober 1963) war ein dänischer Boxer im Bantamgewicht.

## Profikarriere
Im Jahre 1910 begann er erfolgreich seine Karriere. Am 9. Juni 1914 boxte er gegen Johnny Coulon um die universelle Weltmeisterschaft und siegte durch klassischen K. o. in Runde 3. Diesen Gürtel verlor er am 9. Januar 1917 an Pete Herman nach Punkten.
Im Jahre 1929 beendete er seine Karriere, die bei 210 Kämpfen 156 Siege (davon 57 durch K. o.) aufweist.
Im Jahre 1996 wurde Williams in die International Boxing Hall of Fame aufgenommen.